# 格利比夫 (新烏希齊亞區)
48°55′3″N 27°9′20″E / 48.91750°N 27.15556°E
格利比夫（烏克蘭語：Глібів），是烏克蘭西部的村莊，隸屬赫梅利尼茨基州的卡緬涅茨-波多利斯基區。該村始建於1393年，面積3.48平方公里，海拔高度288米，2001年人口737，人口密度每平方公里212人。